# جواز سفر يوناني
تصدر جوازات سفر اليونانية فقط للمواطنين اليونانيين لغرض السفر الدولي. يتم إصدار جوازات السفر الالكترونية في البلاد منذ 26 أغسطس 2006.
من المزايا الامنية لجواز السفر اليوناني الجديد انه يلبي المعايير الدولية التي حددتها منظمة الطيران المدني الدولي (منظمة الطيران المدني الدولي). الجواز لديه العديد من الميزات الأمنية الجديدة مثل تصميم الصفحات المعقدة للجواز والصور الشخصية لصاحب الجواز تكون بتقنية الأشعة فوق البنفسجية (صورة صاحب الجواز). البيانات المخزنة على الشريحة، محمية باستخدام تقنيات التشفير الرقمي المتقدم.

## متطلبات التأشيرة
اعتبارًا من 13 أبريل 2021 كان المواطنون اليونانيون يتمتعون بدخول 186 دولة وإقليم بدون تأشيرة أو تأشيرة، مما جعل جواز السفر اليوناني في المرتبة الثامنة من حيث حرية السفر وفقًا مؤشر هينلي لجوازات السفر.

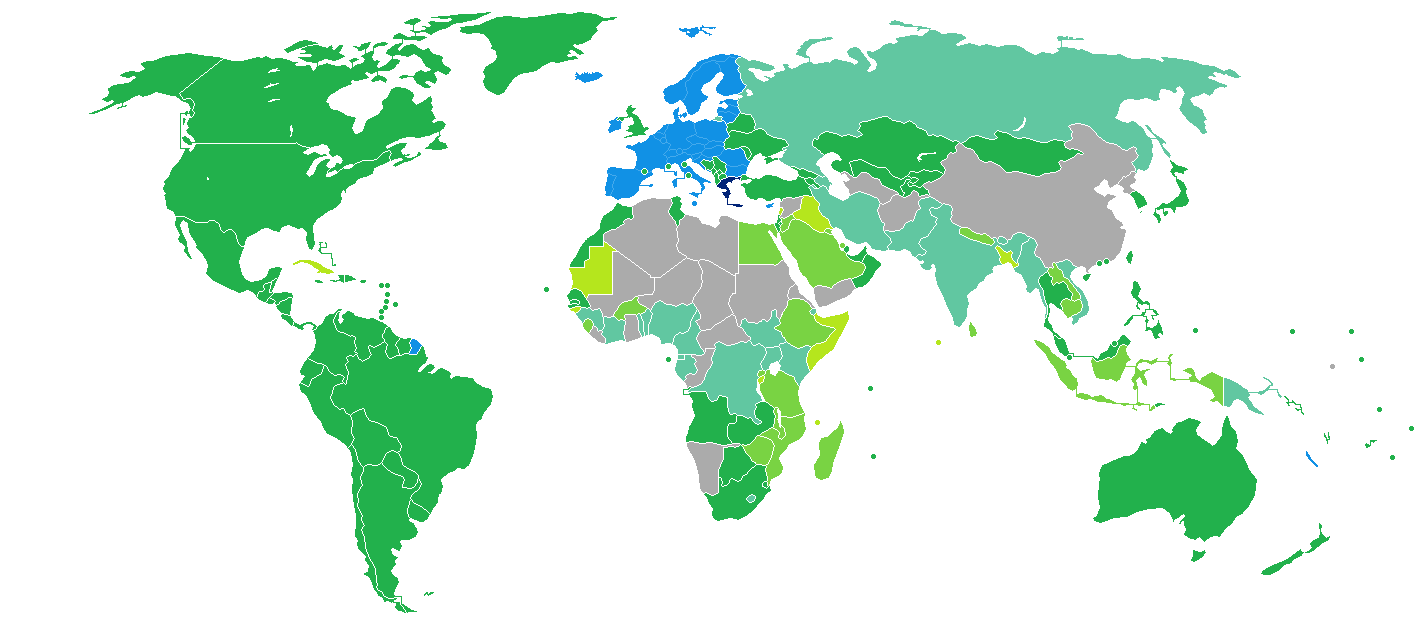
البلدان والأقاليم التي لا تفرض تأشيرة أو تطلب تأشيرة دخول عند الوصول للجهة، لحاملي جوازات السفر اليونانية العادية.

## معرض صور

جواز السفر في عام 1932
جواز سفر مملكة اليونان (1970)
جواز السفر العادي (1980)
جواز السفر اليوناني حتى 2006
جواز السفر الحالي
جواز السفر الدبلوماسي الحالي